# Pedace
Pedace è una località di 1 906 abitanti della provincia di Cosenza in Calabria, considerata come uno dei centri di maggior interesse storico-antropologico e architettonico della provincia. Ex comune autonomo, dal 5 maggio 2017 è confluita nel nuovo comune di Casali del Manco.
Il comune confinava con i comuni di Aprigliano, Casole Bruzio, Cosenza, Pietrafitta, San Giovanni in Fiore, Serra Pedace e Spezzano Piccolo.

## Geografia fisica

### Territorio
Il paese si colloca alle pendici del monte Stella, comunemente conosciuto con il nome dialettale di "timpune e Stilla". Si affaccia sulla sottostante valle del fiume Cardone. La superficie del territorio comunale era di 51,47 km² e si estendeva fino all'Altopiano Silano. Pedace è posto ad un'altitudine che oscilla tra i 450 e i 700 m s.l.m. per quanto riguarda il paese, mentre l'ex frazione Lorica è posta a 1314 metri di altitudine, di poco superiore all'altitudine del lago Arvo, pari a 1280 s.l.m. La cima più elevata è Monte Botte Donato, già nel territorio di Pedace, successivamente in quello di Serra Pedace e oggi in quello di Casali del Manco.

Nel territorio di Pedace, tra le vette di Timpone Tenna e Timpone Bruno ci sono le sorgenti del fiume Crati le cui acque scorrono poi nel confinante territorio di Aprigliano. A breve distanza nelle foreste di Macchia Sacra (già territorio di Pedace, successivamente di Serra Pedace e oggi di Casali del Manco) ci sono le sorgenti del secondo più grande fiume Calabrese: il Neto. Il torrente costeggiando la collina dove sorge il centro abitato prende il nome di Cardone. La denominazione esatta è probabilmente Cratone cioè grande Crati, infatti nei pressi di Cosenza incontra il Craticello o "Graticella" certamente più lungo, ma di minore portata d'acqua. Un importante sub-affluente del Cardone è il Fiumicello o "Jumiciellu" il cui vero nome è, invece, Iscola.

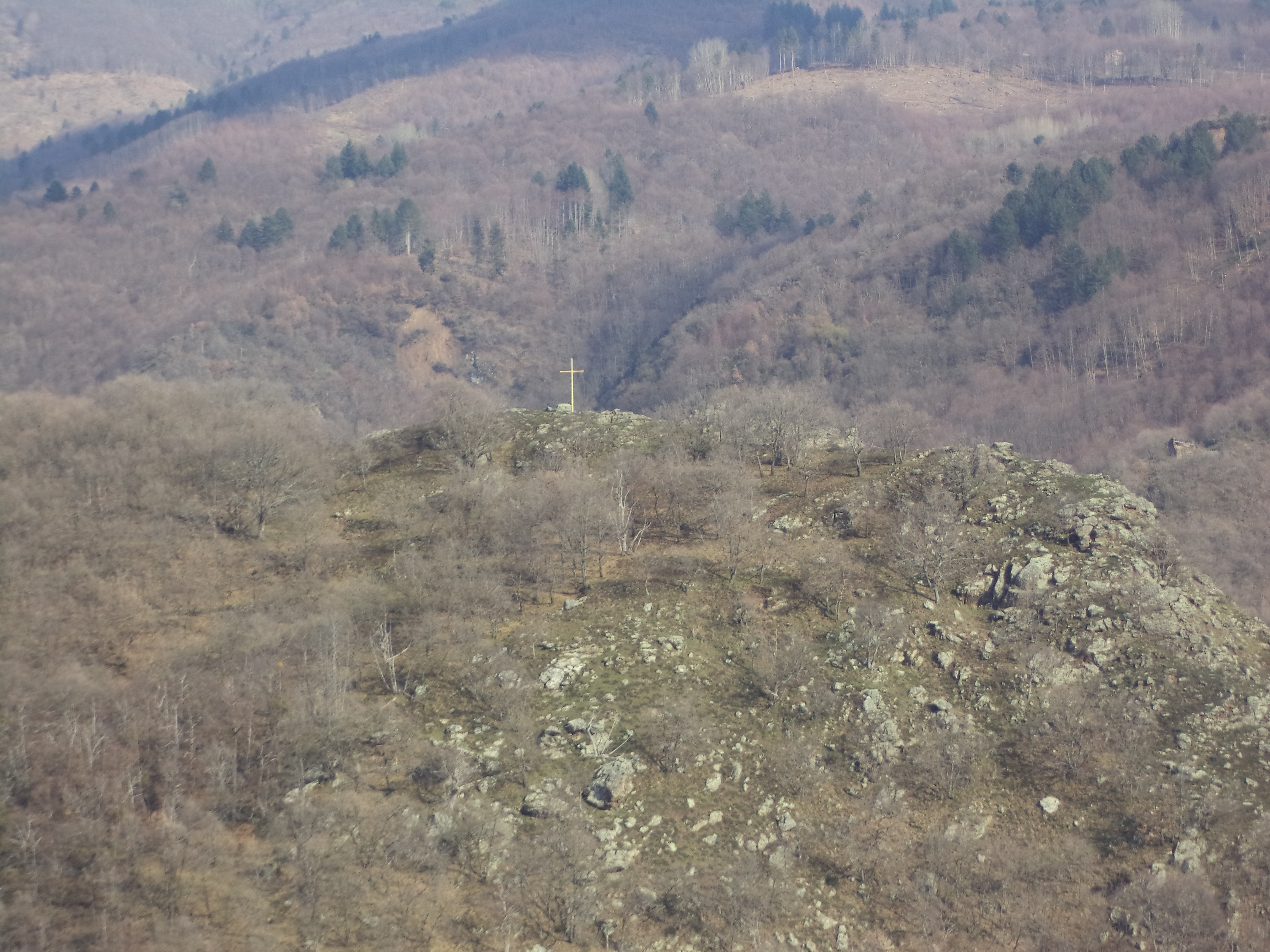
"U Petrune" e la croce

La montagna di fronte Pedace è una maestosa foresta di castagni. Una monocultura mantenuta per secoli e che ha consentito la produzione di tonnellate di castagne che hanno costituito la ricchezza del paese fin dall'alba delle sue origini. Oggi con l'abbandono sta subentrando una spontanea, e per questo probabilmente originaria, foresta di cerri o querce. A livello altimetrico la fine del castagneto segna il confine tra la Presila e la Sila. Alla confluenza dei due fiumi, Cardone e Iscola, sorge il monte chiamato in dialetto locale "U Petrune", in italiano "La grande pietra". La montagna, caratterizzata dalla presenza di grandi rocce, è sormontata da una croce di metallo, visibile dal paese. Osservando la montagna dallo spiazzo tra la chiesa madre e il campanile, si percepisce una certa sacralità che richiama il monte calvario.

## Origini del nome
Le origini del nome “Pedace” sono incerte, per alcuni deriva dal pedaggio che gli stranieri erano obbligati a pagare per attraversare il suo territorio. In effetti proprio di fronte al paese passava un'antica carovaniera che collegava la città di Cosenza con Mesoraca attraverso la Sila Piccola e con Crotone attraverso la valle del Neto sul Mar Ionio. Altra tradizione orale riferisce che il luogo del pagamento del pedaggio fosse dove sorge l'attuale campanile. Si aggiunge a queste considerazioni l'origine del termine "pedaggio" che deriva da piede e proprio un piede era rappresentato nell'antico stendardo del comune.
Altri pensano che il nome derivi da un antico cognome greco Paedàkis. La derivazione greca del nome porta anche a riflettere sull'ipotesi di un'origine greco-bizantina del paese, che risalirebbe alla diaspora dei monaci basiliani dall'impero bizantino. Avvalorata anche dall'alto valore simbolico che ne diede l'Abate Gioacchino che decise, intorno al 1200, all'apice della sua notorietà di riedificare una chiesa sui resti dell'antico luogo di culto che diede ospitalità ai monaci basiliani. Tali monaci rimasero in quella grancia fino alla venuta dei saraceni che li scacciarono.

## Storia

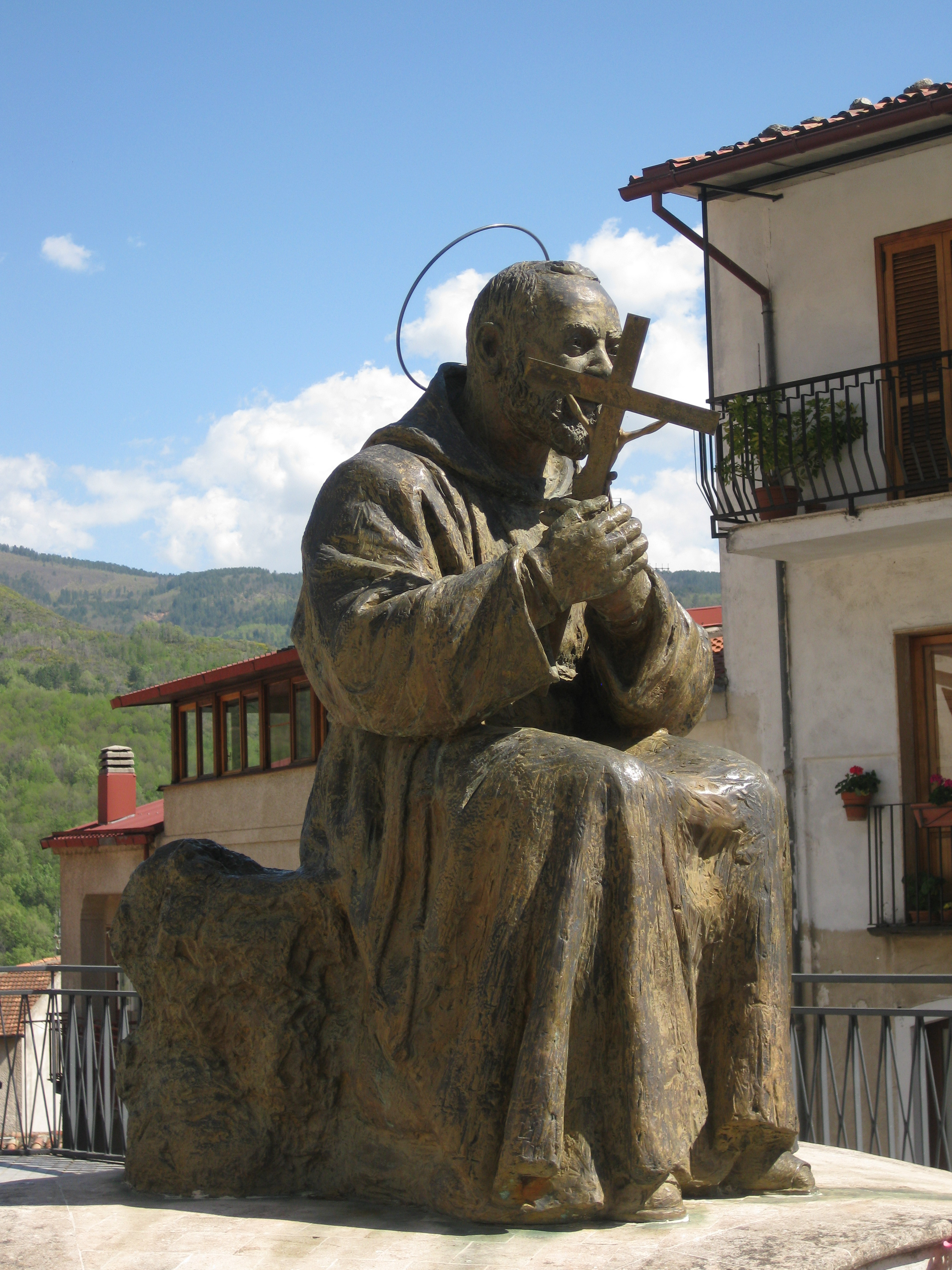
Statua di Padre Pio

Verso la seconda metà del X secolo, la situazione militare e politica divenne molto precaria a causa del venir meno dell'autorità dell'Impero bizantino. Le popolazioni erano continuamente esposte a invasioni longobarde e saracene. In particolare, molti storici concordano che in occasione della seconda invasione saracena della città di Cosenza (985 e 986 d.c.), ad opera dell'emiro Abucalsimo, la popolazione abbandonò la città fuggendo sulle colline circostanti. I cosentini rifugiati nei boschi dettero vita ai casali, tra i quali Pedace, Serra, Perito e Iotta.
Nel 1050, Roberto il Guiscardo, re dei Normanni, appoggiato dal papa, sottomise la Calabria. A Roberto succedette suo nipote Ruggero II che ricevette l'investitura dall'antipapa Anacleto II. Ruggero suddivise il territorio in 21 baglive, tra le quali Pedace che comprendeva anche i casali di Iotta, Serra e Perito. Degno di nota è il fatto che la bagliva viene citata nell'antico inno religioso cantato in occasione della processione per la festa della Pecorella.
come prima si chiamava
Te, gran Vergine invocava
protettrice ed avvocata»
Si organizzò insieme agli altri casali nella Universitas Casalium. Si avvicendarono diversi re normanni finò a quando Manfredi venne ucciso. Iniziò la dominazione angioina dell'Italia meridionale. Tra i re angioini, Roberto d'Angiò segnò notevolmente la storia calabrese. Il 24 dicembre 1333 dichiarò la Sila demanio regio elencando i diritti e i doveri degli abitanti dei casali e stabilendo pene per gli usurpatori. Allo stesso tempo la riscossione delle imposte venne affidata ai baglivi, sostanzialmente dei privati a cui veniva assegnato l'incarico di riscuotere i tributi. Vi furono violente lotte fra gli abitanti dei casali e i baglivi, in quanto i primi erano stati esentati dal pagamento per le terre della Sila. La discendenza degli Svevi non si arrese e con Pietro III D'Aragona, marito della figlia di Manfredi, dichiarò guerra agli angioini. Concluse una pace provvisoria nel 1302 a Caltabellotta. La guerra fra angioini e aragonesi ricominciò a più riprese fino al 1495 quando gli aragonesi con Federico I D'Aragona dominavano incontrastati sul regno di Napoli. Il 7 settembre 1539 Carlo V passò per Cosenza. Per l'occasione i casalesi vollero regalargli tremila ducati ed un bellissimo puledro. Il re per ricambiare i doni abolì la gabella della seta e elevò 24 chiese calabresi a cattedrali, tra le quali anche la chiesa di San Pietro e Paolo di Pedace. Con la pace di Chateaus Cambrèsis del 1559 il meridione venne annesso definitivamente alla Spagna e in particolare la Calabria fece parte del vicereame di Napoli.
Il 1600 fu un secolo terribile. Nel 1621 vi fu un'epidemia di difterite, chiamata mal della canna, che è un'affezione che colpisce la trachea e ha vari sintomi tra i quali lamenti continui, in dialetto ruocculi. La popolazione invocò l'aiuto di san Rocco, santo protettore degli appestati, e gli dedicò una cappella a lato dell'attuale chiesa madre. Dietro la cappella, il luogo tra il nuovo municipio e la chiesa, a Pedace è ancora chiamato addietru santu Ruoccu (dietro san Rocco). Fino al 1626, il territorio fu continuamente sottoposto a terremoti. Successivamente insorsero varie epidemie e una molto grave fu quella del 1633 della quale parla Domenico Martire ricordando la morte dei suoi fratelli. La terra ricominciò a tremare il 18 gennaio 1638. Cosenza venne distrutta con i suoi casali. Pedace venne completamente rasa al suolo con la distruzione di 123 case. Nel 1644, insieme ad altri 82 casali, venne acquistato dal marchese Vincenzo Salvati, Granduca di Toscana. Si passò dal demanio regio al demanio feudale. Celico divenne capitale e da quel momento ospitò il governatore Saraceni. I casalesi, certi dei loro diritti, inviarono Giovanni Barracco dal re di Spagna e ottennero l'annullamento della vendita. Il viceré Duca d'Arcos non aveva nessuna intenzione di dare esecuzione ai dettami del re, e per tale motivo, nel 1647 la popolazione organizzò una rivolta armata. Capitanata dai cittadini di Pedace e Rovito e nel numero di circa 600 uomini portò ad un attacco a Celico dove misero in fuga il governatore Saraceni. Fu la scintilla di una rivolta anti spagnola, dove si distinse capitan Peppe Gervasi, e che si propagò in diversi luoghi della Calabria. Lo spirito di ribellione raggiunse anche Napoli con il moto di Masaniello. Per placare le turbolenze, il viceré reintegrò i casali nel demanio regio. Nel 1656 un'epidemia di peste infestò Cosenza. Il Martire riferisce che a Pedace, Serra e Perito morirono 450 persone.
La dominazione spagnola, fino al 1714 segnò la decadenza sociale ed economica della Calabria. Poi, fino al 1738 furono sottoposti alla dominazione austriaca che con la pace di Vienna l'Austria perse Napoli e la Sicilia in favore di Carlo III di Borbone. Iniziò la dominazione borbonica dell'Italia meridionale. Per mettere ordine alle intricate vicende locali nel 1790 venne incaricato il giudice Giuseppe Zurlo. Lo Zurlo effettuò un'indagine approfondita sulle proprietà dei terreni e sulle usurpazioni. Raccolse il frutto del suo lavoro in 3 volumi proponendo l'assegnazione delle terre ai proprietari, obbligando il pagamento delle imposte fondiarie, e sciogliendo l'abolizione degli usi civici in tutto il regno. L'avvento della Rivoluzione francese e il conseguente turbamento in tutta Europa impedì che i nuovi provvedimenti divenissero operativi.

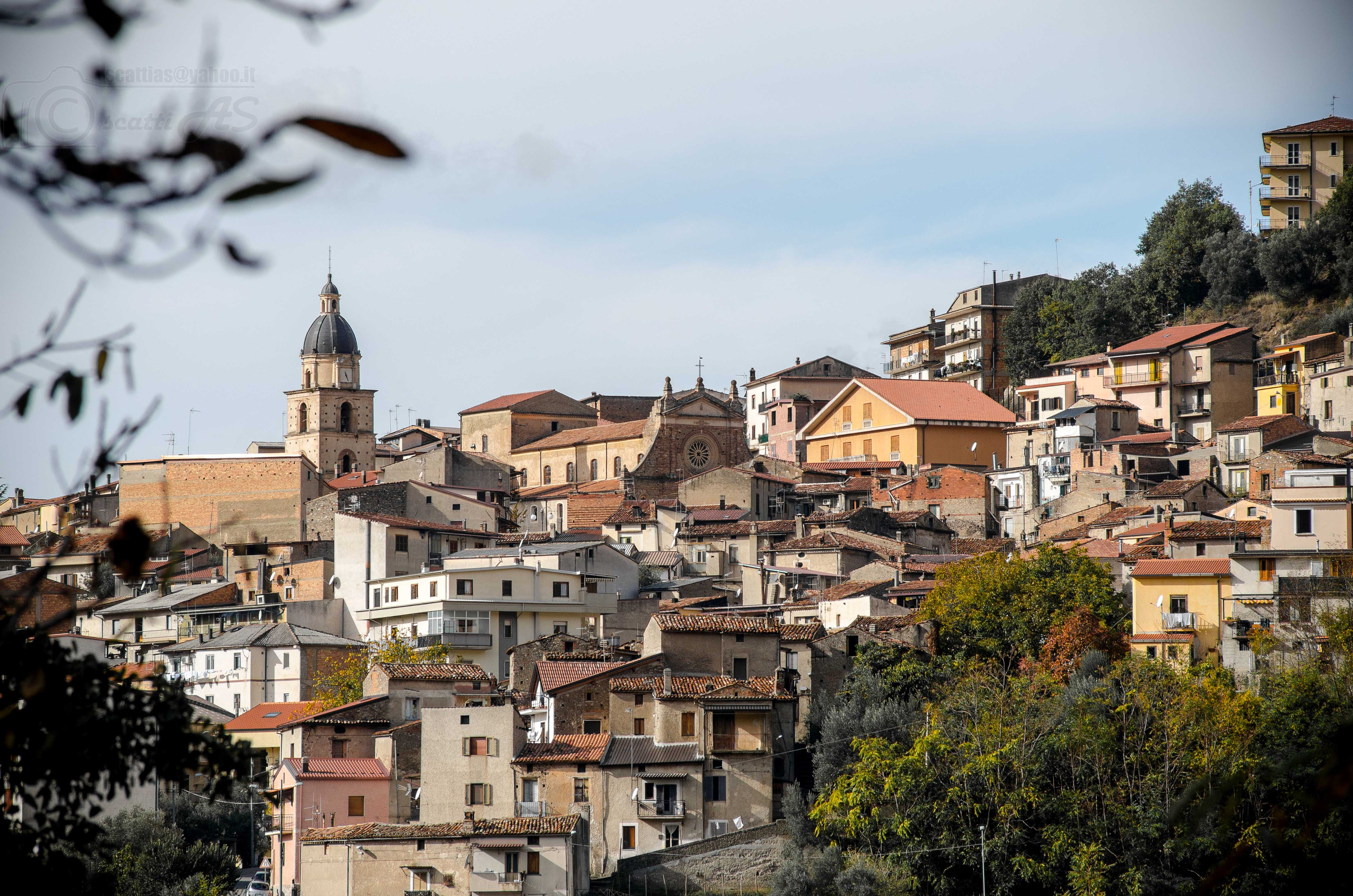
Panorama dalla fontana di "scigafresa".

La Prima Repubblica francese, frutto della rivoluzione, portò seri sconvolgimenti alla politiche dello stivale. La penisola venne conquistata passo dopo passo dal generale Napoleone Bonaparte, portandolo nel 1799, a sconfiggere i borboni e alla conseguente dichiarazione della repubblica partenopea. Come simbolo del cambiamento vennero piantati gli alberi della libertà nella città di Cosenza e in diversi casali presilani. La borghesia e i notabili aderirono alla nuova repubblica, mentre il popolo restò tenacemente fedele al re Ferdinando I. Pedace, il 6 marzo 1799, istituì una banda realista che prese il nome di armata pedacese e il nome di Pedace divenne sinonimo di realista. Alcuni documenti riconducicibili all'Andreotti, riportano che i francesi «ove incontravano i Pedacesi senza pietà li massacravano e questi di rimando tesseano loro mille agguati e dove potessero coglierli strage e sterminio ne menavano».
La lotta tra realisti e repubblicani durò diversi anni e costò tantissime vite umane. Un racconto travagliato di quegli anni culmina in un episodio noto come il "Sacco di Pedace". In quegli anni, la famiglia dei Leonetti spadroneggiava sul paese ricoprendo tutti gli incarichi pubblici e con soprusi di ogni tipo. Il capo di questa famiglia era don Pasquale Leonetti. Con il cambio di governo, i Leonetti passarono subito dalla parte dei francesi. L'odio nei loro confronti da parte della popolazione crebbe ulteriormente fino a raggiungere il culmine la notte del 3 maggio 1806. In quell'occasione, il sacerdote Pasquale Martire e il parroco Vincenzo Iocca, sostenuti da aderenti borbonici degli altri casali radunarono circa 200 uomini e attaccarono i Leonetti. Dei figli di don Pasquale, don Gaetano venne ucciso subito, don Luigi si rifugiò nella vicina casole, mentre don Giuseppe tentò di rifugiarsi in chiesa ma venne massacrato ugualmente. I Leonetti superstiti si rivolsero al generale francese Verdier per una punizione esemplare dei colpevoli. La repressione fu terribile. I francesi entrarono in paese, appiccarono fuoco al comune e fecero strage. I realisti si rifugiarono sulla Sila.
Dopo questi atti venne pubblicato un indulto che prometteva impunità. Alcuni, confortati, rientrarono ma con l'istituzione della commissione militare i Leonetti ottennero particolare severità anche contro gli innocenti. La resistenza sopravvisse. Alla fine di giugno attaccarono Cosenza in mano ai repubblicani, ma vennero messi in fuga. Il 17 luglio 1806 i francesi nuovamente attaccarono Pedace. I borbonici, guidati da Lorenzo Martire opposero una dura resistenza, ma persi 50 uomini cercarono scampo sulle montagne. Il paese venne incendiato e saccheggiato. Le cronache del tempo narrano di fucilazioni e pugnalazioni anche per vecchi e bambini. Venne fatto un nuovo indulto con un nuovo ritorno in massa in paese. La resistenza però cambiò natura e divenne meno organizzata, ma più diretta e feroce. Si distinsero uomini come Giacomo Pisano detto Francatrippa, del quale alcuni eccessi mostrano come sia nata la leggenda della ferocia pedacise. Assediò e prese Acri, Bisignano e San Pietro in Guarano. Insieme ad altri realisti piombò sui francesi guidati da Deguisanges e li mise in fuga facendo 23 prigionieri. Questi vennero poi arsi vivi.

### Simboli

Stemma dell'ex comune

Lo stemma era così descritto nello statuto comunale:
(Art. 2 dello Statuto comunale)

## Monumenti e luoghi d'interesse

### Chiesa Santi Apostoli Pietro e Paolo - Campanile

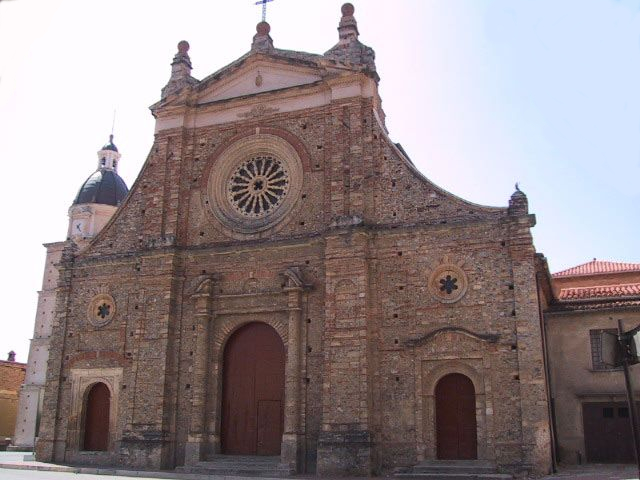
Chiesa SS. Apostoli Pietro e Paolo

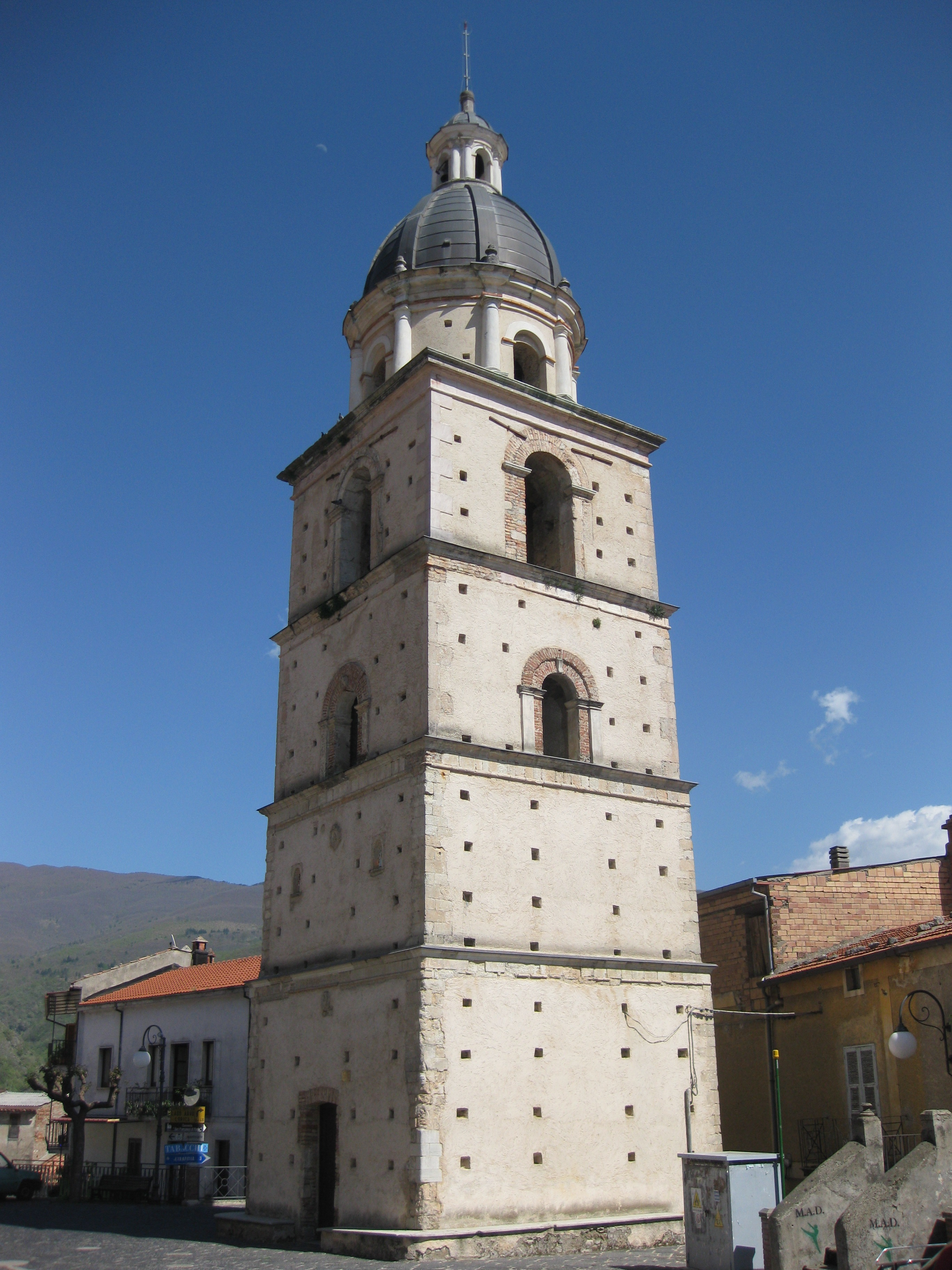
Il campanile vicino alla chiesa madre

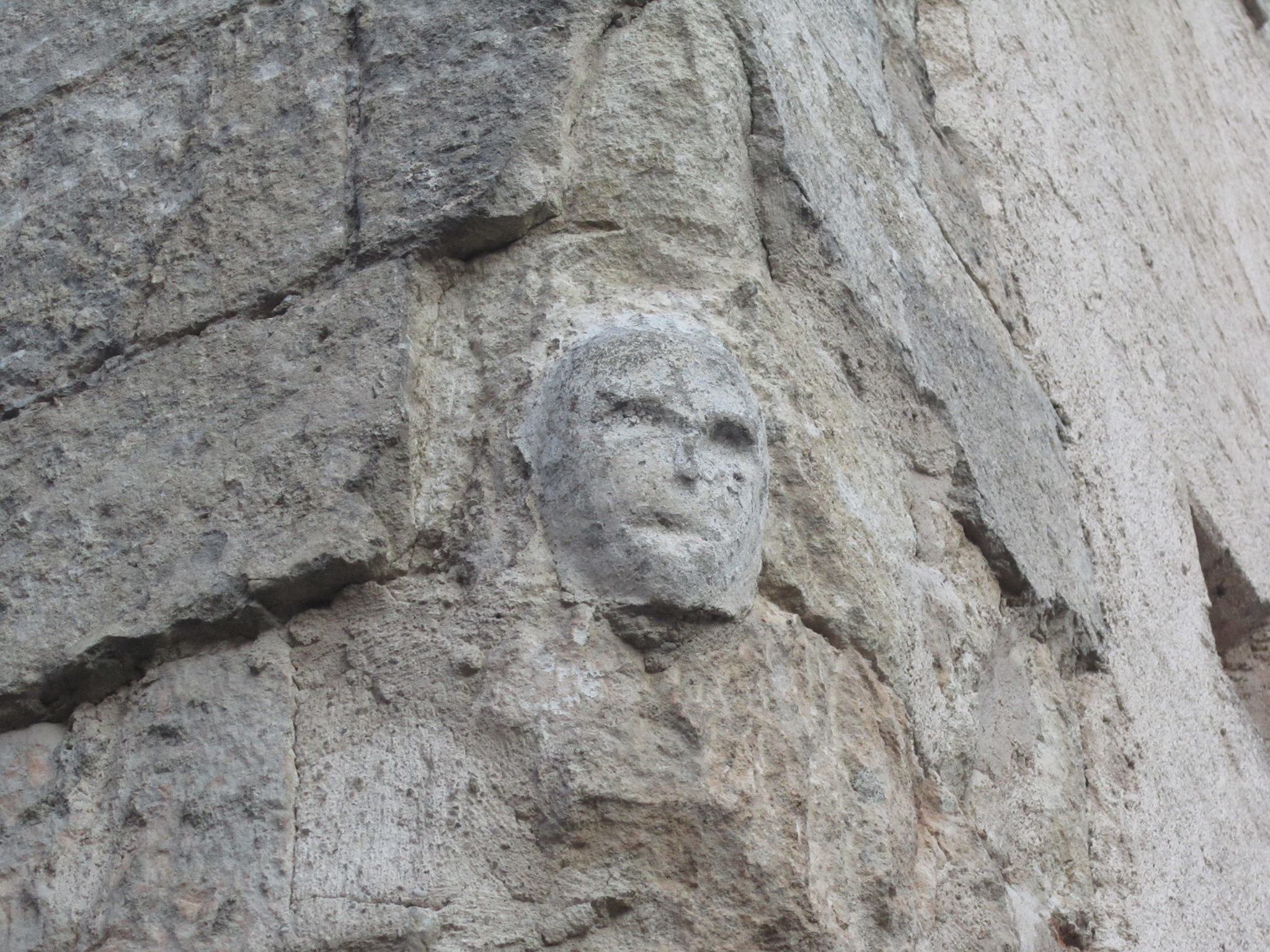
Maschera Apotropaica

La principale chiesa del paese è la Chiesa SS. Apostoli Pietro e Paolo, edificata nel XVI secolo. È formata da tre ampie navate, sulla cui sommità è collocata una croce latina. La sua facciata è caratterizzata dalla presenza di un rosone centrale che sormonta il portale d'ingresso, e due rosoncini nello stile del 1600. Con la sua base pari a 40 x 20 metri è la più grande rispetto alle chiese dei dintorni. Posta nello spiazzo chiamato "Le Pezze", nel 1500 aveva di fronte l'ospizio di San Nicolò e a sinistra la Chiesa della Confraternita di Santa Maria della Pace. Sull'ultimo arco, a destra di chi entra, conserva ancora una decorazione in pietra del 1580, data in cui venne fatta una ristrutturazione e un ampliamento. Il 7 settembre 1539, il re Carlo V, per ricambiare alcuni doni ricevuti dagli abitanti dei casali, elevò 24 chiese calabresi a cattedrali, tra le quali la chiesa di Pedace. Con il terremoto del 1638 venne aggiunta una nuova cappella con il titolo di Santa Maria della Misericordia o dei Suffragi. Al suo interno è presente la cappella del Sacramento in stile barocco, il presbitero in legno di noce intarsiato del 1806, l'altare maggiore in legno in stile barocco napoletano. Diversi dipinti presenti della chiesa: La pesca miracolosa e La Trinità e il cielo dipinto del 1771 sono attribuiti al pittore Cristoforo Santanna. Sull'arco dell'abside si eleva la cupola, intessuta con vimini e dipinta da un certo Bevacqua di Spezzano della Sila al culmine della quale è rappresentata la colomba dello Spirito Santo che incombe sul presbiterio. Il pulpito in legno di noce e castagno del 1700 e opera di alcuni artigiani locali è attaccato alla penultima colonna di destra. Nella sagrestia invece sono presenti stipi in noce intarsiata del 1848 ad opera di un certo Giuseppe Leonetti di Serra Pedace.
Nella piazza a lato della chiesa è presente l'imponente campanile che si eleva su quattro livelli ed è alto 37 metri. In passato era tutto in stile romanico, così come si può osservarlo nel quadro della pala dell'altare maggiore presente nella chiesa di S. Maria di Monte Oliveto. Aveva cinque piani e terminava a cuspide piramidale quadrata. Quest'ultima e il quinto piano rovinarono in seguito ad un terremoto nel 1800 e al loro posto fu costruito un tamburo sulla quale poggia una snella cupola e una lanterna dove, nel 1912, vennero collocate la tre campane dell'orologio. Le due più piccole vennero rifuse nel 1977. La più grande, rifusa anch'essa nel 1803, si dice "sorella" di un'altra presente a Celico. Custodisce al suo interno una capsula del tempo collocata dal sindaco Rita Pisano in memoria alle generazione future che avranno l'onore di aprirla. Il campanile è stato nuovamente restaurato negli anni 2000. In corrispondenza di alcuni cantoni del campanile sono presenti delle maschere apotropaiche contro il malocchio.

### Chiesa Santa Maria di Monte Oliveto

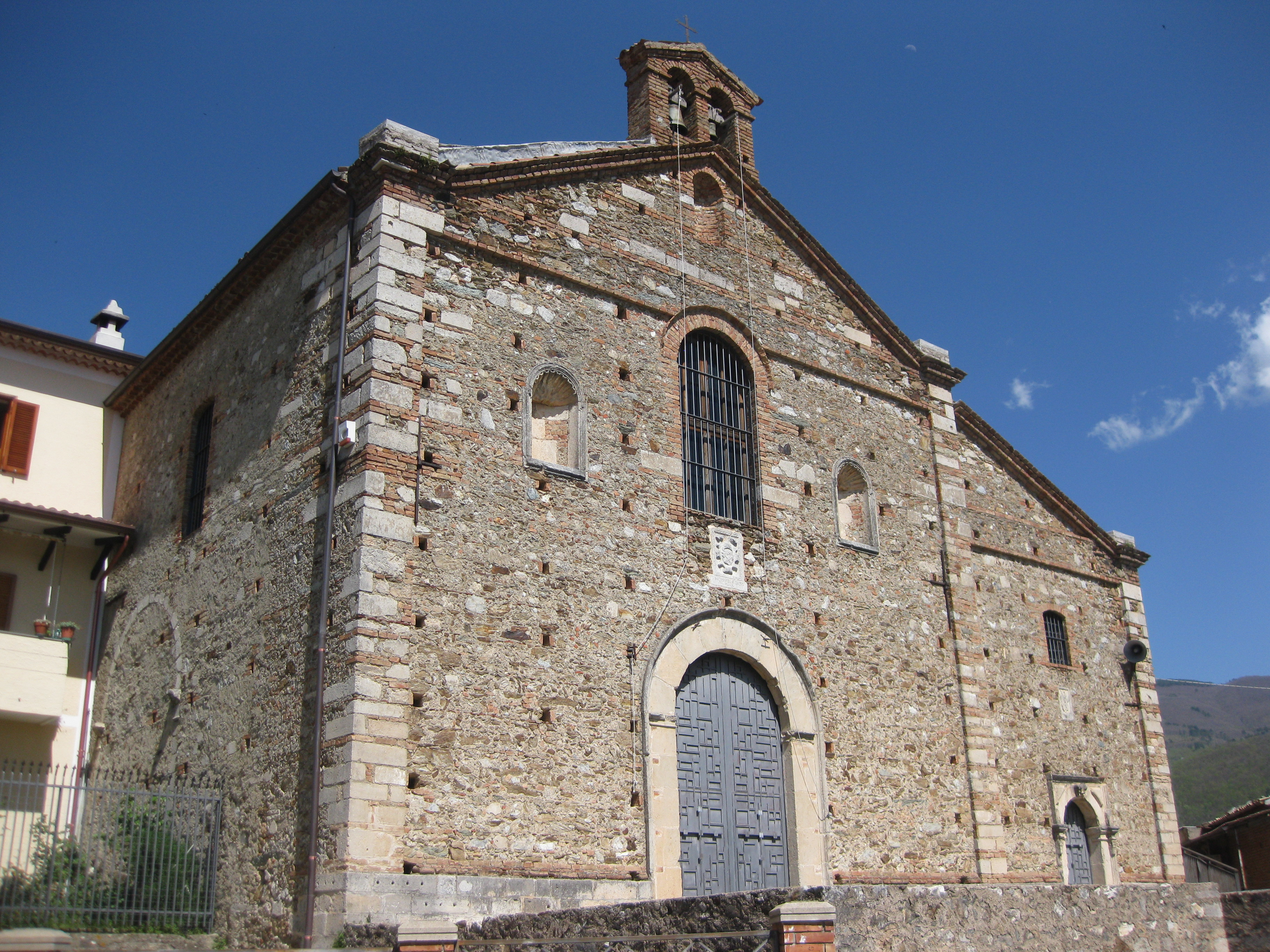
Chiesa di Santa Maria di Monte Oliveto

La chiesa di Santa Maria di Monte Oliveto fu costruita nel 1563 dai frati del luogo che vi avevano annesso un convento. Nella facciata principale, si apre il portone ad arco sormontato da una monofora ad arco. L'interno, ad un'unica navata, custodisce un polittico su tela firmato Hippolitus Burghesius del 1612 raffigurante la Madonna di Monte Oliveto tra san Pietro, san Paolo, san Giovanni Battista e san Giovanni evangelista. Nella parte in basso, osservando con attenzione, è possibile notare la chiesa dei SS. Apostoli Pietro e Paolo affiancata dal campanile, così com'era all'epoca dell'artista. Il dipinto rappresenta una notevole ricchezza d'arte per Pedace. È ormai diventata tradizione far visita la notte di Pasqua alla Madonna di Monte Oliveto. Al termine della messa, i fedeli della parrocchia di Pedace, insieme a quelli di Serra Pedace, si recano nella chiesa di Santa Maria per andare a "prendere le grazie" dalla Madonna. La tradizione nacque in passato, come forma di omaggio, perché secondo i fedeli aveva protetto il paese durante i forti terremoti dei secoli scorsi. La visita è accompagnata dall'esibizione della banda musicale di Pedace e dall'accensione di un fuoco nello spiazzo a lato della Chiesa. Fino a poco tempo fa, annualmente, il giorno di Pasquetta, veniva organizzata una festa, comprendente varie celebrazioni religiose, giochi popolari come la pignata, l'esibizione dei cantanti e la presenza di diverse bancarelle. Venivano effettuate due processioni: una la mattina per la comunità di Serra Pedace e un'altra nel pomeriggio per la comunità di Pedace.

### Chiesa dell'Addolorata
Un'altra chiesa, presente nel paese, è la chiesa dell'Addolorata, presente in via Cappuccini. Come suggerisce il nome della strada fu costruita nel 1580 dai padri cappuccini. Originariamente era annessa al vicino convento che venne chiuso dopo il terremoto del 1783 e definitivamente abbandonato dai religiosi nel 1866 dopo l'incameramento dei beni ecclesiastici. Il convento è stato distrutto per dare spazio al cimitero comunale. La chiesa, invece, è stata ristrutturata di recente. Lo storico Domenico Martire nella sua Platea delle chiese di Pedace cita la presenza di una chiesa di origine romana: Santa Vetere che sorgeva dove oggi c'è la chiesa dei Cappuccini e il cimitero. Nella chiesa viene conservata la statua della Vergine Addolorata, detta "La Pecorella". Ogni anno, alcuni giorni prima della festa patronale, la statua viene portata in processione nella chiesa dei Santi Apostoli Pietro e Paolo. La settimana successiva alla "Festa della Pecorella", la Madonna viene poi riaccompagnata nella sua C
chiesa.

### Convento San Francesco di Paola

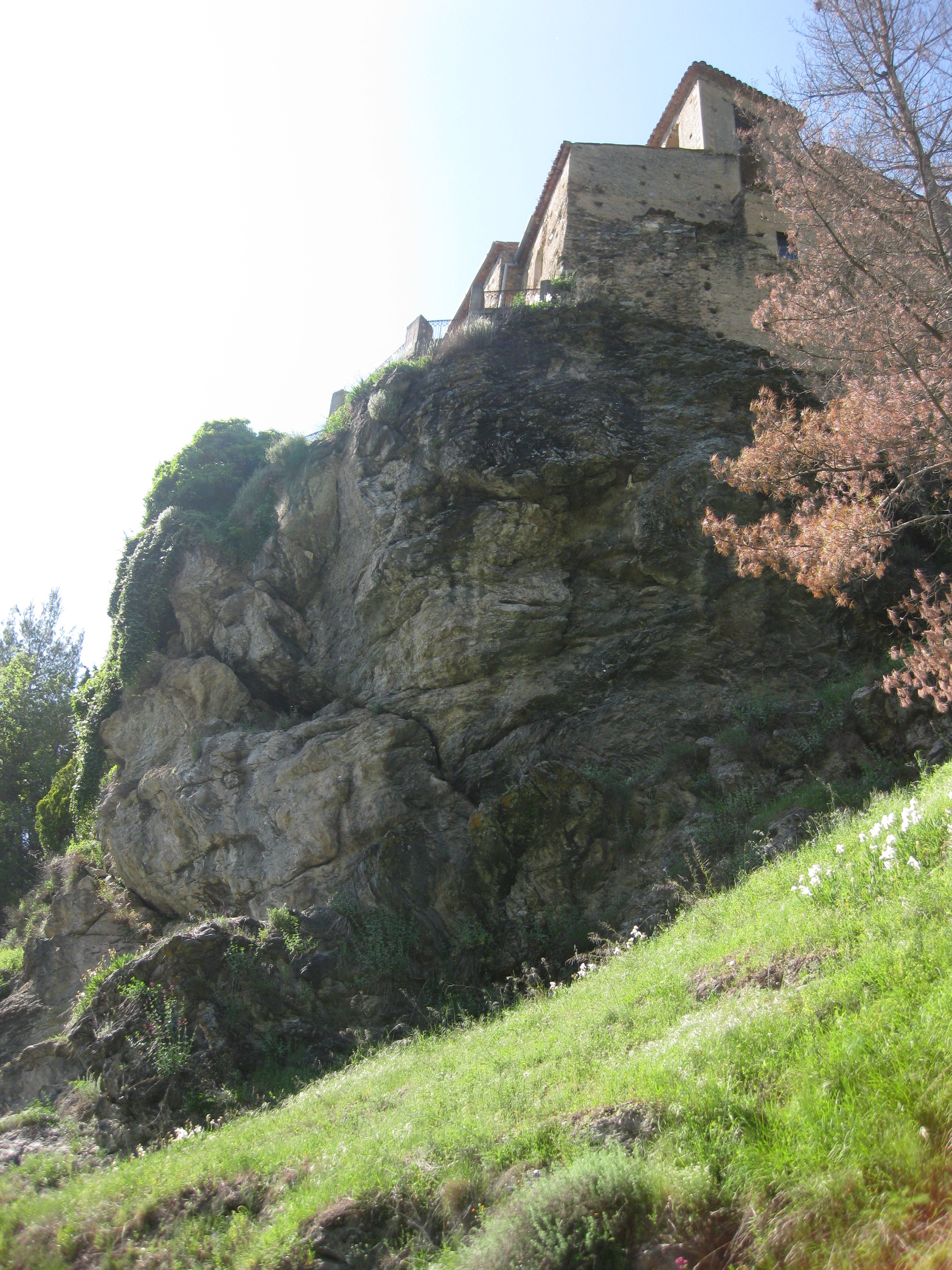
Foto del masso sul quale è costruito il Convento

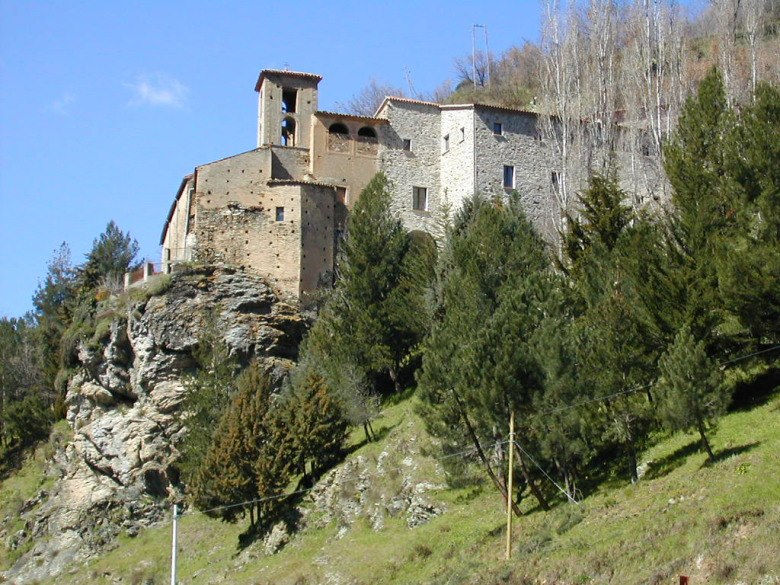
Convento di San Francesco di Paola

Il convento di San Francesco di Paola venne costruito nel 1617 sui resti del cenobio della confraternita di Santa Maria della Pietra. Il complesso architettonico a base rettangolare è collocato su un masso di notevoli dimensioni. Una leggenda popolare narra che il progetto iniziale prevedeva la costruzione del convento, all'inizio della strada. In quello stesso punto, attualmente è presente una piccola croce realizzata da alcuni fedeli come forma di devozione al santo. Sempre secondo la tradizione orale, si tramanda, che gli operai addetti alla costruzione del convento, ogni mattina trovavano i materiali inspiegabilmente spostati sul grande masso. I manovali riportavano i materiali nel luogo prestabilito, ma il giorno successivo li trovavano nuovamente spostati sul masso. Non si sa quante volte si ripeté questo fenomeno. Alla fine compresero che era volontà del santo la collocazione della pietra angolare sulla roccia monumentale, e così decisero di costruivi il complesso. Sotto la struttura è presente anche un tunnel di trenta metri, chiamato "Lamia". Al suo interno sono ancora presenti due vecchi abbeveratoi, alimentati da una sorgente di acqua limpida e fresca, dove anticamente trovavano ristoro gli asinelli di ritorno dal lavoro dai monti vicini. L'intera struttura, con il passare del tempo, ha subito ingenti danni. Ristrutturato di recente, è stato destinato a centro culturale per ospitare concerti, rappresentazioni teatrali, convegni, meeting e cerimonie private. In basso, all'altezza del fiume, nel 1799 venne costruito un antico mulino utilizzato dei frati.

## Società

### Evoluzione demografica
Abitanti censiti

### Tradizioni e folclore

#### Festa della Pecorella

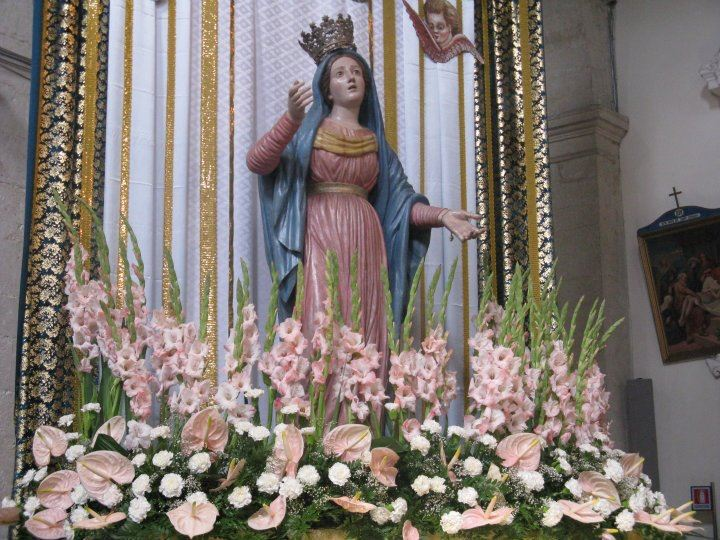
Madonna Addolorata, "La Pecorella"

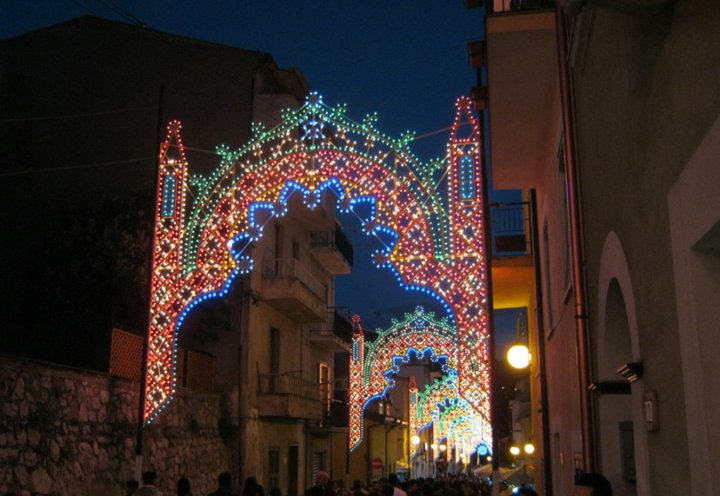
Corso Garibaldini e il "tunnel" luminoso durante la Festa

Per la tradizione cattolica, la protettrice di Pedace è la Madonna Addolorata detta "La Pecorella" a simbolo della mansuetudine e rassegnazione della Vergine Maria nel sacrificio di se stessa presso la Croce. La festa solenne, che cade la quarta domenica di Settembre, viene caratterizzata col nome di "Festa della Pecorella". Durante la festa si effettua una storica lotteria che per antica tradizione prevede come primo premio una pecora. La tradizione narra che i padri cappuccini, nel XVII secolo, erigendo un convento ed una chiesa (chiesa dell'Addolorata), introdussero la devozione alla Madonna Addolorata. Pedace ebbe così il suo santuario, il simbolo della fede dei padri. Forte è l'attuale attaccamento a "La Pecorella". Degno di memoria è il terremoto del 12 febbraio 1854, ricordato ogni anno con una festa votiva. Il popolo si prepara alla grande solennità per sette sabati. La statua della Madonna è custodita per gran parte dell'anno nella sua chiesa. In occasione della Festa della Pecorella viene portata nella chiesa dei SS. AA. Pietro e Paolo. Al termine della festa viene nuovamente accompagnata nella chiesa dell'Addolorata. Il 25 settembre 1999, in occasione della "Festa della Pecorella", fu fatto il gemellaggio con il comune di Santa Fiora (Grosseto), per rafforzare gli scambi sociali, commerciali e culturali fra i due paesi che hanno molte caratteristiche in comune. Il gemellaggio è stato possibile perché il sindaco di Santa Fiora, Luigi Vencia, era originario di Pedace.

#### Cavallo di Fuoco

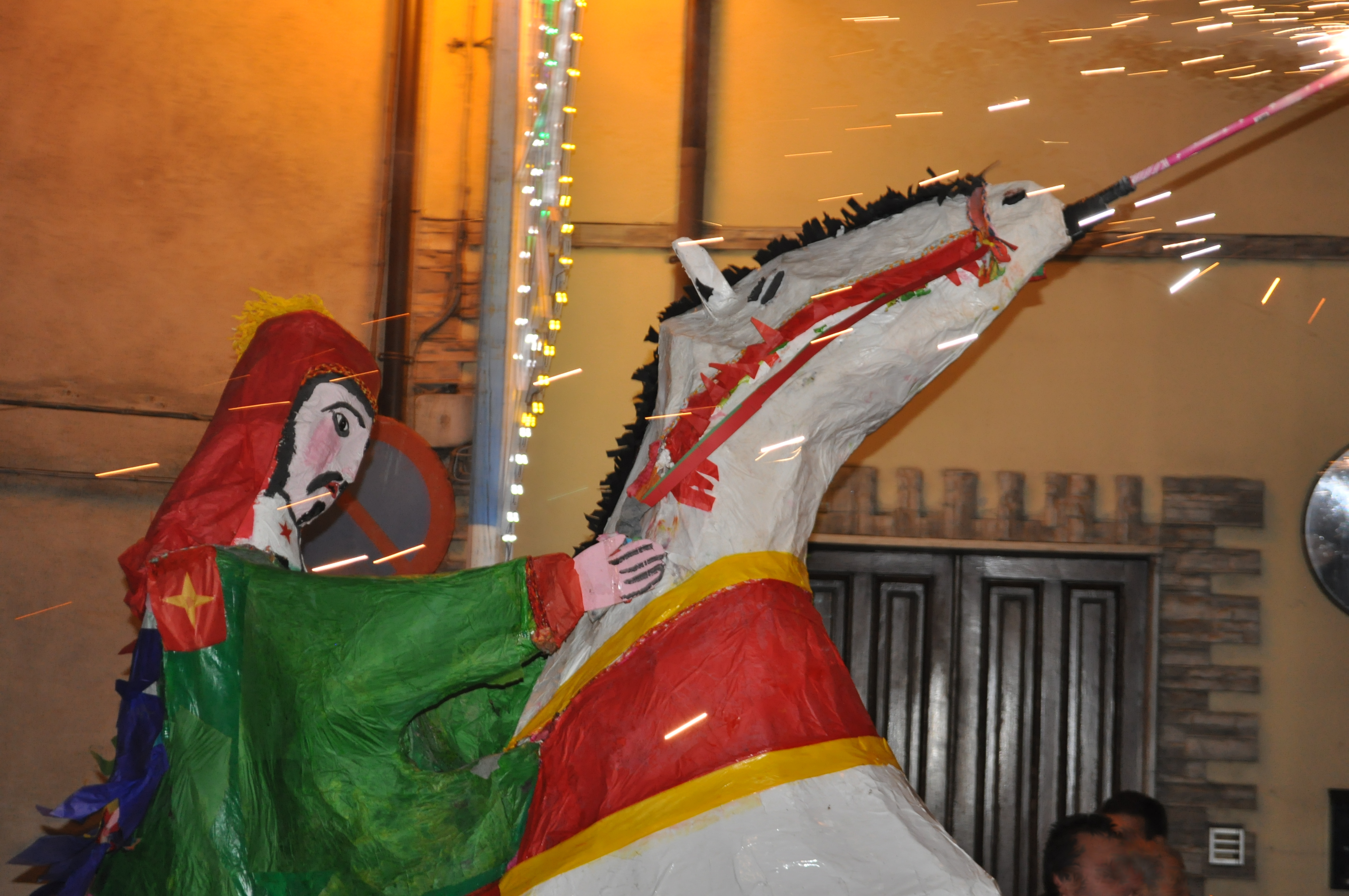
Cavallo di Fuoco

La vigilia della Festa della Pecorella è scandita da una "processione parallela" a quella vera del giorno successivo. È un antico rito propiziatorio per favorire la pioggia durante il periodo invernale. Al calare del sole, un cavallo di cartapesta con il suo cavaliere fantoccio viene portato da un volontario sulle spalle e girato per le vie del paese. Il cavallo viene preceduto dal rullio dei tamburi che rappresentano i tuoni, mentre, nella bocca del cavallo vengono accesi dei fuochi d'artificio, a simboleggiare i fulmini. L'evento è molto atteso dai ragazzi che seguono il cavallo per tutto il suo tour. Si crea un'atmosfera molto suggestiva e festosa. In passato, a costruire questo colorito e affascinate simbolo del costume locale, era Vittorio Sapia, compianto artista pedacese. Il culmine dell'evento si raggiunge quando, all'arrivo sul sagrato della chiesa dei Santi Apostoli Pietro e Paolo, cavallo e cavaliere vengono dati alle fiamme, in un tripudio liberatorio di grida e battimani.

## Cultura

### Cucina

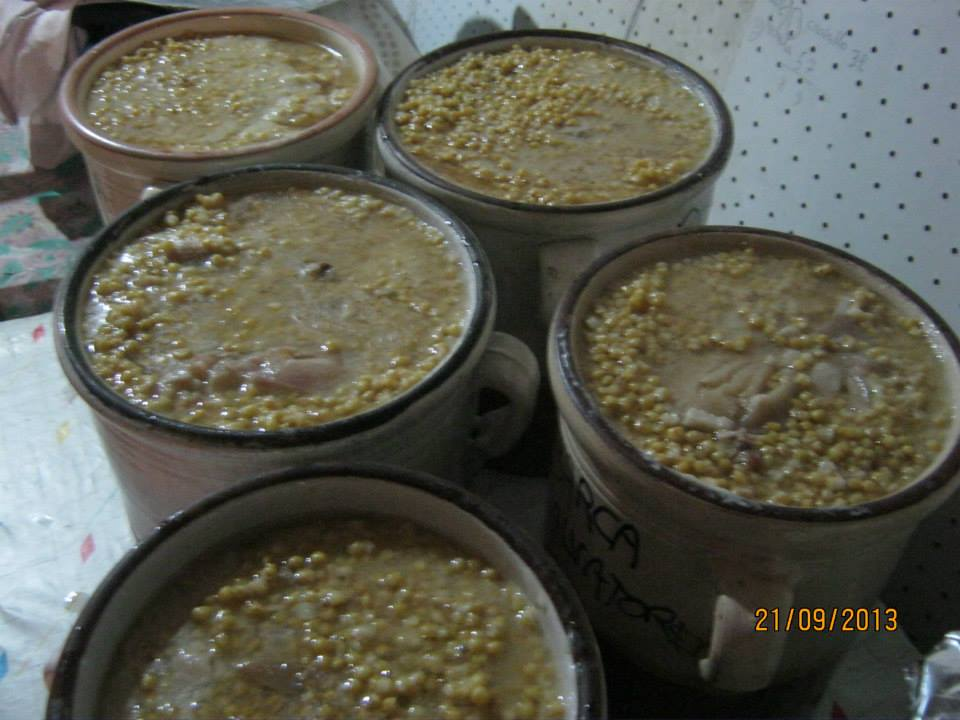
La Cuccìa

La cuccìa è il tradizionale piatto preparato in occasione della Festa della Pecorella. È costituito da grano bollito, condito con cotenne, carne di maiale e di capra. Anche se fatto con ingredienti semplici richiede molta cura nella fase di preparazione. La pulizia del grano, le successive fasi di macerazione, bollitura e cottura nel tradizionale forno a legna richiedono tre giorni di tempo affinché si possa portare a termine con successo la preparazione della tanto ricercata pietanza. La ricetta, descritta anche dal prete poeta di Acri, Vincenzo Padula, ha superato abbondantemente i due secoli di vita. Attualmente non ci sono certezze sull'origine. Per assonanza e somiglianza un'ipotesi è quella della derivazione dal cuscus, il tipico piatto arabo e saraceno. Per tale ragione il piatto risalirebbe alle origini del casale, quando i saraceni invasero Cosenza. Degno di nota è la particolarità dell'aggiunta di carne di maiale a quella della capra (della tradizione saracena) che sembra come l'appropriarsi di una pietanza per negarla a chi è di religione musulmana e ritiene il maiale un animale impuro.

## Geografia antropica

### Frazioni

#### Perito

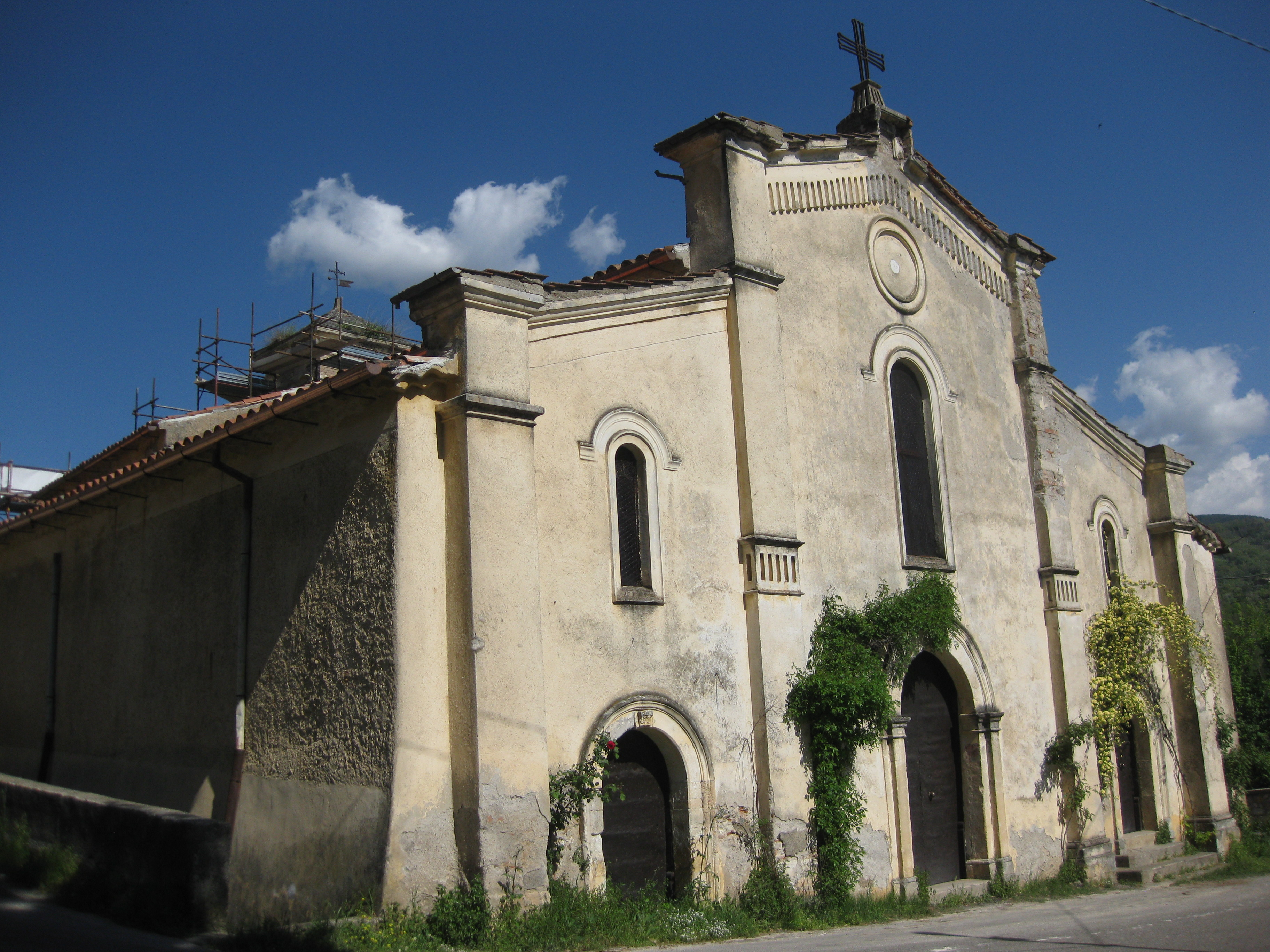
Chiesa di Santa Maria Assunta

Perito è situato a 508 metri s.l.m., nella parte ubicata più in basso rispetto al paese ed era anticamente casale autonomo come Iotta. Ha probabilmente una storia più antica del resto dei casali. Il suo nome deriva dai tanti frutteti di pere che con il clima più mite occupavano la parte pianeggiante del suo territorio. Aveva come stemma un sole splendente su una campagna bianca. La piazza principale, piazza San Sebastiano, è dedicata al santo patrono della frazione, festeggiato nel mese di ottobre. È ormai diventata una tradizione consolidata, il lancio di una mongolfiera di carta, il più antico tipo di pallone ad aria calda. La festa è considerata conclusiva dell'estate presilana e si distingue per i suoi fuochi d'artificio, in perenne rivalità con i fuochi della "Festa della Pecorella". In corrispondenza della piazza è ancora presente la casa del poeta Michele De Marco ricordata da una targa commemorativa. Dalla piazza è possibile raggiungere una storica scalinata in pietra, costruita durante il periodo fascista, che in passato consentiva di raggiungere velocemente la stazione ferroviaria. Nella frazione è inoltre presente la chiesa di Santa Maria Assunta. La sua costruzione è probabilmente del XVII secolo. La facciata principale, scandita da alte lesene, è dotata di tre portali di simile fattura, ma di diverse dimensioni. L'edificio ha annessa una torre campanaria a base quadrangolare che si eleva su tre livelli. I restauri sono stati completati nel 2013.

#### Lorica
La frazione di Lorica, ricadente nel territorio comunale di San Giovanni in Fiore e già di Pedace, attualmente Casali del Manco, si affaccia sul lago Arvo ed è dotata di impianti di risalita e piste da sci che, unite allo spettacolare paesaggio che la circonda, ne fanno una delle mete turistiche più frequentate della Calabria, durante tutte le stagioni dell'anno. La località fa parte del Parco nazionale della Sila. Il nome deriva dal latino lòrica ("corazza"), e potrebbe essere interpretato come un posto sicuro, invalicabile, dove nascondersi e proteggersi da eventuali avversari o nemici. Un'ipotesi alternativa è che il termine dovrebbe riferirsi all'aspetto naturale della zona, che come una roccaforte vegetale, nei secoli scorsi si presentava all'uomo come un habitat impermeabile, angusto e selvaggio.

## Amministrazione
| Periodo        | Periodo       | Primo cittadino | Partito             | Carica  | Note |
| -------------- | ------------- | --------------- | ------------------- | ------- | ---- |
| 27 maggio 2014 | 5 maggio 2017 | Marco Oliverio  | Partito Democratico | Sindaco |      |